# アーサー・カペル

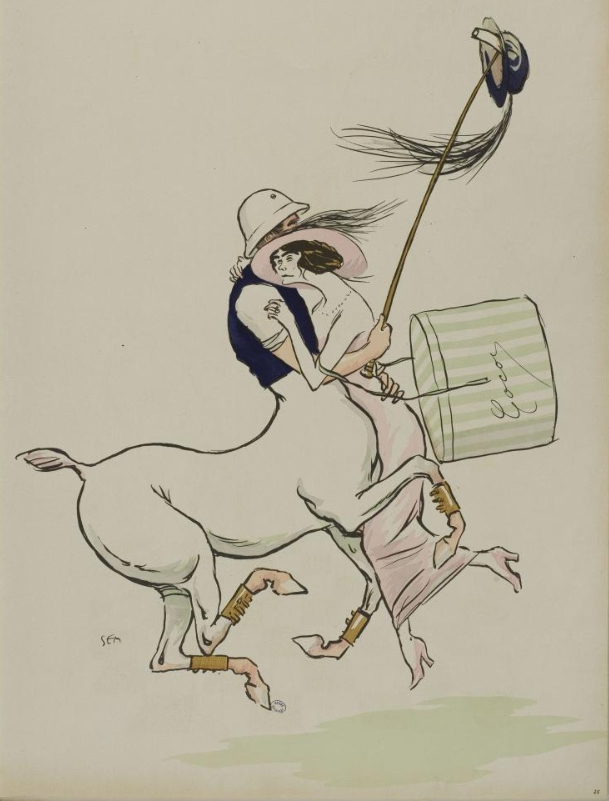
シャネルと踊るカペルを描いたカリカチュア

アーサー・エドワード・"ボーイ"・カペル（Arthur Edward 'Boy' Capel、1881年 - 1919年12月21日）は、イギリス軍大尉、実業家、ポロ選手。
ココ・シャネルとの関係や、彼女のファッション・スタイルへの多大なる影響で知られている。

## 生涯
海運商人アーサー・ジョセフ・カペル（1849年?- ）とフランス出身のベルト・アンドレ・ロラン（1856年- 1902年）の子。石炭輸送で財を成し、乗馬愛好家としてポロ厩舎を所有していた。
第一次世界大戦ではヘンリー・ヒューズ・ウィルソンの副官を務めた。また、特別連絡将校としてフランスに派遣され、軍需調達を巡りレイモン・ポアンカレ大統領やジョルジュ・クレマンソー首相らフランス首脳部との折衝を担当。また、パリ講和会議では閣僚理事会政治書記を務め、1918年に騎兵大尉で除隊。
また、英仏協商に基づく世界政府構想を志向しており、のちポーランド亡命政府の主席顧問を務めたヨゼフ・レティンガーの思想に少なからず影響を与えたと言われる。
シャネルの第1号店に資金援助した。愛するシャネルに教養を身につけさせるために、おすすめの詩や哲学などを自ら書いたノートを贈る。白い花を好み、シャネルに贈っていた。
1919年12月21日、シャネルとの密会に向かう途中で自動車事故により死亡した。